# Angelito (telenovela)
Angelito é uma telenovela venezuelana produzida e exibida pela extinta emissora RCTV em 1981. Atualmente, o canal que a transmitia foi substituído pela TVes. Escrita por Ligia Lezama com a colaboração de Alícia Barrios e dirigida por Clemente de la Cerda e Román Chalbaud, Angelito foi a primeira novela venezuelana exibida no Brasil pelo SBT (na época reconhecida como TVS).
A trama foi protagonizada pelo então ator mirim Amílcar Rivero, que interpretava o personagem-título. No elenco principal também estavam Maria Conchita Alonso, Maria Teresa Acosta, Amalia Pérez Díaz e Carlos Olivier — este último, após enfrentar problemas com a produção, foi substituído por Raúl Amundaray. As antagonistas da história foram interpretadas por Rosario Prieto e Tatiana Capote.

## Enredo
Angelito conta a história de um menino pobre que chega de Maracaibo e, após a morte de seu avô (interpretado por Gustavo Rodríguez), vai para Caracas. Perdido na cidade grande, ele é acolhido por uma instituição de caridade dirigida por Mamãe Chepa (Amalia Pérez Díaz).
Chepa é mãe do personagem vivido por Carlos Olivier, que é pai de Inesita (Elizabeth García), uma menina que rapidamente se torna amiga de Angelito. O personagem de Olivier é casado com Inês (Maria Conchita Alonso), por quem também é apaixonado o personagem de Raúl Amundaray. Inicialmente, o personagem de Raúl surge como antagonista do romance entre os personagens de Carlos e Maria Conchita. No entanto, após a saída de Carlos Olivier da produção, seu personagem morre na trama, e o relacionamento entre o personagem de Inês e o de Raúl passa por uma reviravolta: ela acaba se apaixonando por ele, e os dois assumem o protagonismo da novela, enfrentando juntos a oposição da então namorada dele, personagem de Tatiana Capote.
Célia (Rosario Prieto) é a vilã da história, que chega a ameaçar sequestrar Angelito com a ajuda de um grupo de bandidos, por conta dos conflitos com o personagem de Raúl.
No desfecho da trama, revela-se que o verdadeiro pai de Angelito é Protágoras, a quem o menino acreditava ser seu tio. Hermágoras, irmão de Protágoras e quem Angelito pensava ser seu pai, havia sido morto anos antes. Ao descobrir a verdade, Angelito parte para Caracas em busca do verdadeiro pai, sabendo apenas que ele trabalhava nas obras do Metrô da cidade.

## Elenco
| Ator/ Atriz           | Personagens       |
| --------------------- | ----------------- |
| Amilcar Rivero        | Angelito          |
| Maria Conchita Alonso | Inês              |
| Raúl Amundaray        |                   |
| Carlos Olivier        |                   |
| María Teresa Acosta   | Vovó              |
| Elizabeth García      | Inesita           |
| Rosario Prieto        | Celia             |
| Amalia Pérez Díaz     | Mamãe Chepa       |
| Leopoldo Regnault     | Protágoras Millán |
| Ron Duarte            | El Nota           |
| Gustavo Rodríguez     | Avô de Angelito   |
| Edgar Serrano         | Babalu            |
| Lucio Bueno           |                   |
| Tatiana Capote        |                   |
| Carlos Cámara Jr.     |                   |
| Liliana Durán         |                   |
| Lino Ferrer           |                   |
| Julio Gasette         |                   |
| William Moreno        |                   |

## Curiosidades
Como mencionado anteriormente, o protagonista masculino adulto inicialmente era interpretado por Carlos Olivier. Seu personagem vivia um romance com a personagem de Maria Conchita Alonso, tendo como antagonista amoroso o personagem vivido por Raúl Amundaray. No entanto, após um desentendimento entre Carlos Olivier e a produção, o ator deixou a novela e seu personagem foi retirado da trama com a morte de seu personagem. Com isso, o personagem de Raúl, que já nutria sentimentos por Inês (interpretada por Maria Conchita Alonso), foi promovido a protagonista. Essa mudança também transformou a personagem de Tatiana Capote — que interpretava a namorada do personagem de Raúl — em uma das antagonistas da história.
Angelito foi exibida no Brasil pelo SBT entre junho e setembro de 1985, quando a emissora ainda utilizava o nome TVS. Foi a décima telenovela internacional exibida pelo canal de Silvio Santos . A intenção era reverter o fracasso da novela infantil Lupita, exibida anteriormente na tentativa de repetir o sucesso de Chispita, primeira produção infantil estrangeira bem-sucedida no canal. No entanto, Angelito teve um desempenho muito abaixo do esperado e acabou agravando ainda mais a crise de audiência do horário. Apesar de ter sido um sucesso de exibição na RCTV, na Venezuela, no Brasil a novela teve média geral de apenas 3,25 pontos — um verdadeiro fiasco.
A telenovela Angelito realmente foi classificada como lost media — um tipo de produção da qual quase não restam registros, segundo muitos entusiastas em fóruns e redes sociais. Há relatos frequentes sobre tentativas de reencontrar trechos na internet, especialmente da versão dublada exibida no Brasil pela TVS/SBT. Vários usuários afirmam que a dublagem e abertura brasileiras foram perdidas devido às enchentes de 1991 nos estúdios da Vila Guilherme, em São Paulo. De fato, essas enchentes causaram danos a arquivos e equipamentos, destruindo parte dos acervos da emissora e o histórico é confirmado pela Wikipedia e reportagens, que afirmam que as enchentes de março–abril de 1991 foram responsáveis por uma significativa perda de conteúdo gravado pelo SBT.